# Concours Eurovision des jeunes musiciens 2016
- Pays éliminés en Demi-finale
- Pays Finalistes
- Pays ayant participé dans le passé, mais pas en 2014

Cologne 2014  Édimbourg 2018
L' Eurovision Young Musicians 2016 était la dix-huitième édition du concours Eurovision Young Musicians, qui s'est déroulée le 3 septembre 2016, à l'extérieur de la cathédrale de Cologne, à Cologne, en Allemagne. Pour la deuxième fois consécutive, la chaîne publique allemande Westdeutscher Rundfunk (WDR) était la chaîne hôte de l'événement, avec Daniel Hope et Tamina Kallert comme présentateurs de l'émission. Des musiciens représentant onze pays membres de l'Union européenne de radio-télévision (UER) ont participé au concours, San Marino faisant ses débuts, tandis que Greece, Moldova, Netherlands et Portugal ont décidé de ne pas participer à cette édition. Les candidats étaient accompagnés par l'Orchestre Symphonique de la WDR de Cologne, dirigé par Clemens Schuldt. Un jury composé de cinq personnes a décidé lesquels des participants recevraient les trois premiers prix. Le Polonais Łukasz Dyczko a remporté la compétition, tandis que la République tchèque et l'Autriche se classaient respectivement deuxième et troisième.

## Emplacement

### Candidature
Budapest et Cologne ont exprimé leur intérêt pour recevoir l'édition 2016 du Concours Eurovision des Jeunes Musiciens. Après la présentation des candidatures pour le concours, les délégués du radiodiffuseur norvégien NRK, du radiodiffuseur néerlandais NTR et du radiodiffuseur slovène RTVSLO ont choisi de confier l'organisation du concours 2016 à Cologne ainsi qu'au radiodiffuseur allemand WDR .

### Annonce de la ville hôte

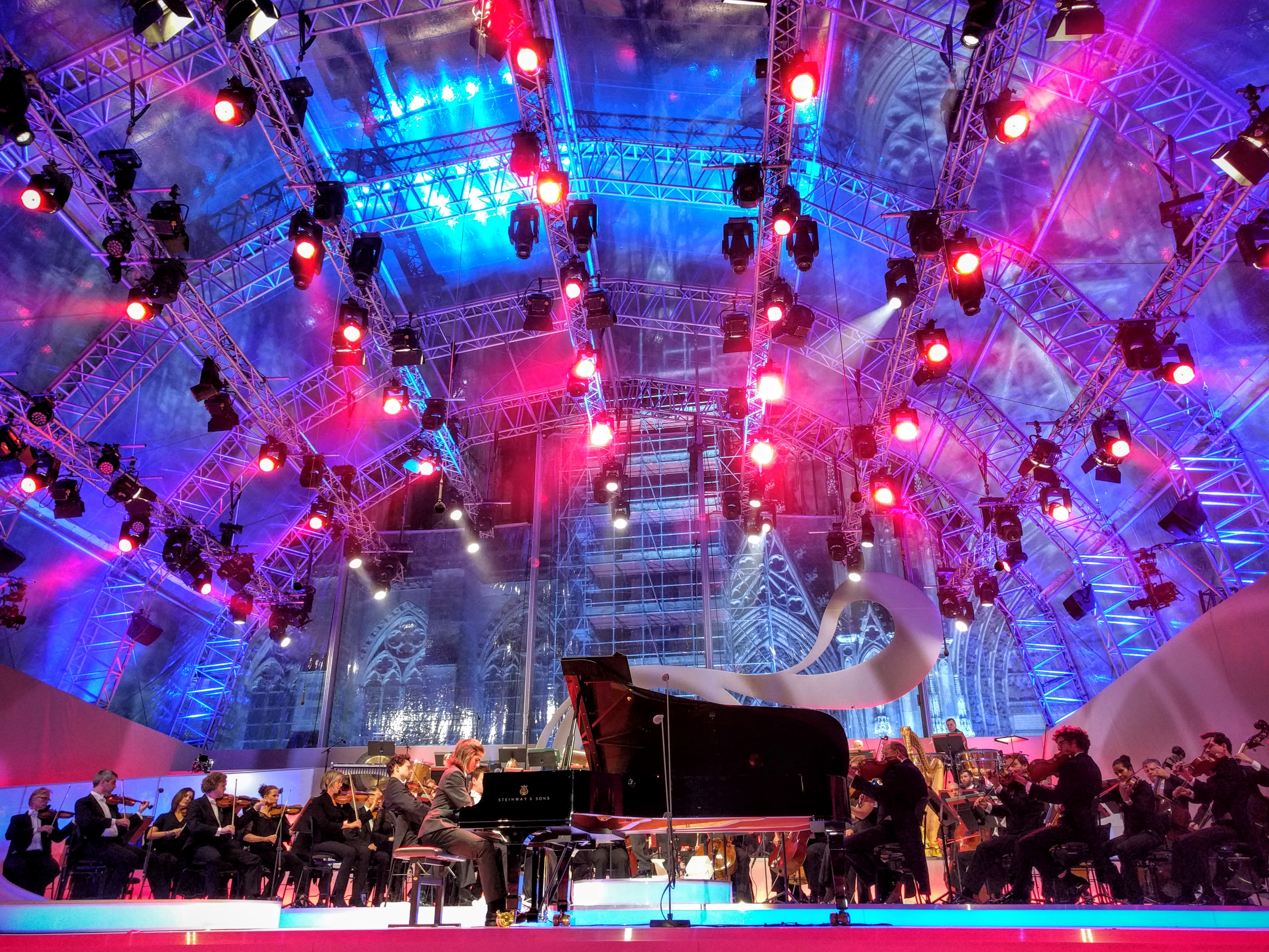
Le concours s'est déroulé sur une scène en plein air à l'extérieur de la cathédrale de Cologne.

Le 9 décembre 2014, il a été déclaré que le concours de 2016 se tiendrait le 3 septembre 2016 à la cathédrale de Cologne, en Allemagne,. C'était la seconde occurrence consécutive que la ville allemande était hôte de l'événement Jeunes Musiciens, la précédente étant Concours Eurovision des jeunes musiciens 2014. C'était la sixième édition de la compétition qui s'est tenue en extérieur.
C'était aussi la troisième occasion où l'Allemagne accueillait la compétition, la première étant à Berlin pour le Concours Eurovision des Jeunes Musiciens en 2002.

## Format
Chaque participant, au nombre de onze, a présenté une pièce d'une durée ne dépassant pas six minutes, qui a été évaluée par un panel professionnel constitué de cinq membres. Chaque juré a évalué les prestations de chaque concurrent après l'achèvement de sa pièce, contribuant ainsi à l'interactivité durant la représentation. Suite à toutes les prestations, le jury a distribué des points à chaque concurrent, la somme des scores ayant servi à désigner le vainqueur. Des récompenses ont été attribuées aux concurrents qui ont terminé premier, deuxième et troisième L’Orchestre symphonique de la WDR de Cologne, dirigé par Clemens Schuldt, a accompagné chacun des onze musiciens participants lors de leurs représentations.

### Présentateurs

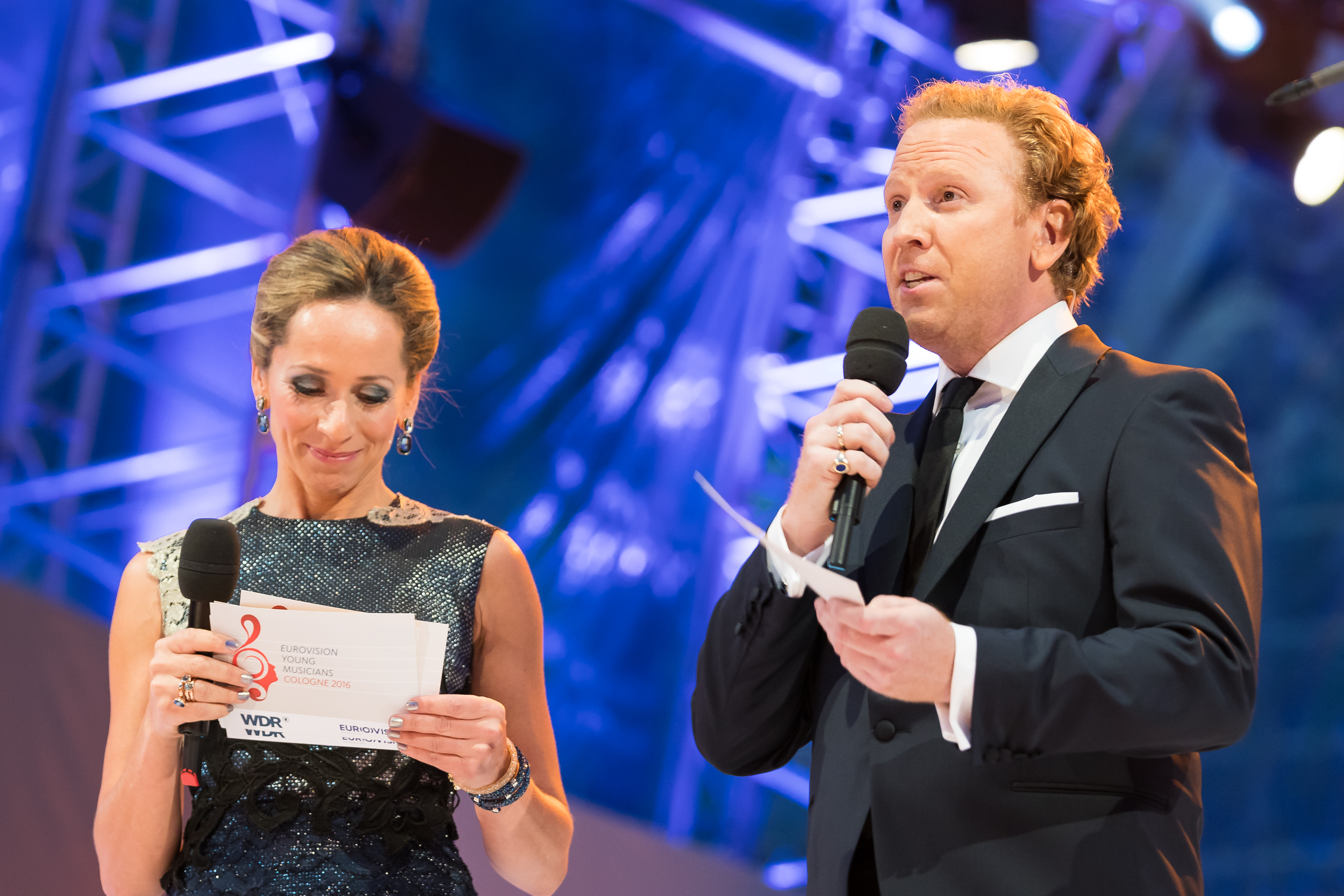
Daniel Hope et Tamina Kallert, hôtes de l'Eurovision Young Musicians 2016.

Le 28 avril 2016, l'Union Européenne de Radio-télévision et la chaîne télévisée hôte WDR ont confirmé que Daniel Hope et Tamina Kallert seraient les animateurs de la dix-huitième édition du concours pour jeunes musiciens.Hope, une violoniste classique britannique d'origine allemande, a été couronnée du titre de jeune interprète classique britannique de l'année lors des Classical BRIT Awards en 2004, et plus récemment, il a reçu le Prix culturel européen de la musique 2015, décerné à la Frauenkirche de Dresde en octobre 2015. Kallert a commencé sa carrière à la WDR en 1995 en tant qu'animatrice de télévision pour la chaîne allemande et a présenté des programmes tels que l'émission de voyage allemande Wunderschön! (de) .

### Membres du jury
La liste des membres du jury est la suivante, :
- Julian Rachlin (président) – Vainqueur du concours Eurovision des Jeunes Musiciens 1988 représentant l'Autriche[12].
- Jonathan Cohen (en) – directeur artistique et fondateur de l’ensemble britannique de musique ancienne Arcangelo[13].
- Tine Thing Helseth – Finaliste du concours Eurovision des jeunes musiciens 2006 représentant la Norvège et lauréate du prix Echo Klassik du jeune artiste de l'année 2013[14].
- Andreas Martin Hofmeir – tubiste autrichien et lauréat du prix Echo Klassik 2013 de l'instrumentiste de l'année. Il a également écrit la chanson "Nackert" interprétée par LaBrassBanda qui a terminé à la deuxième place de Unser Song für Malmö, le programme de sélection nationale pour l'Allemagne au Concours Eurovision de la Chanson 2013[15].
- Alice Sara Ott – pianiste germano-japonaise et lauréate du prix Echo Klassik Young Artist of the Year 2010[16].

## Pays participants

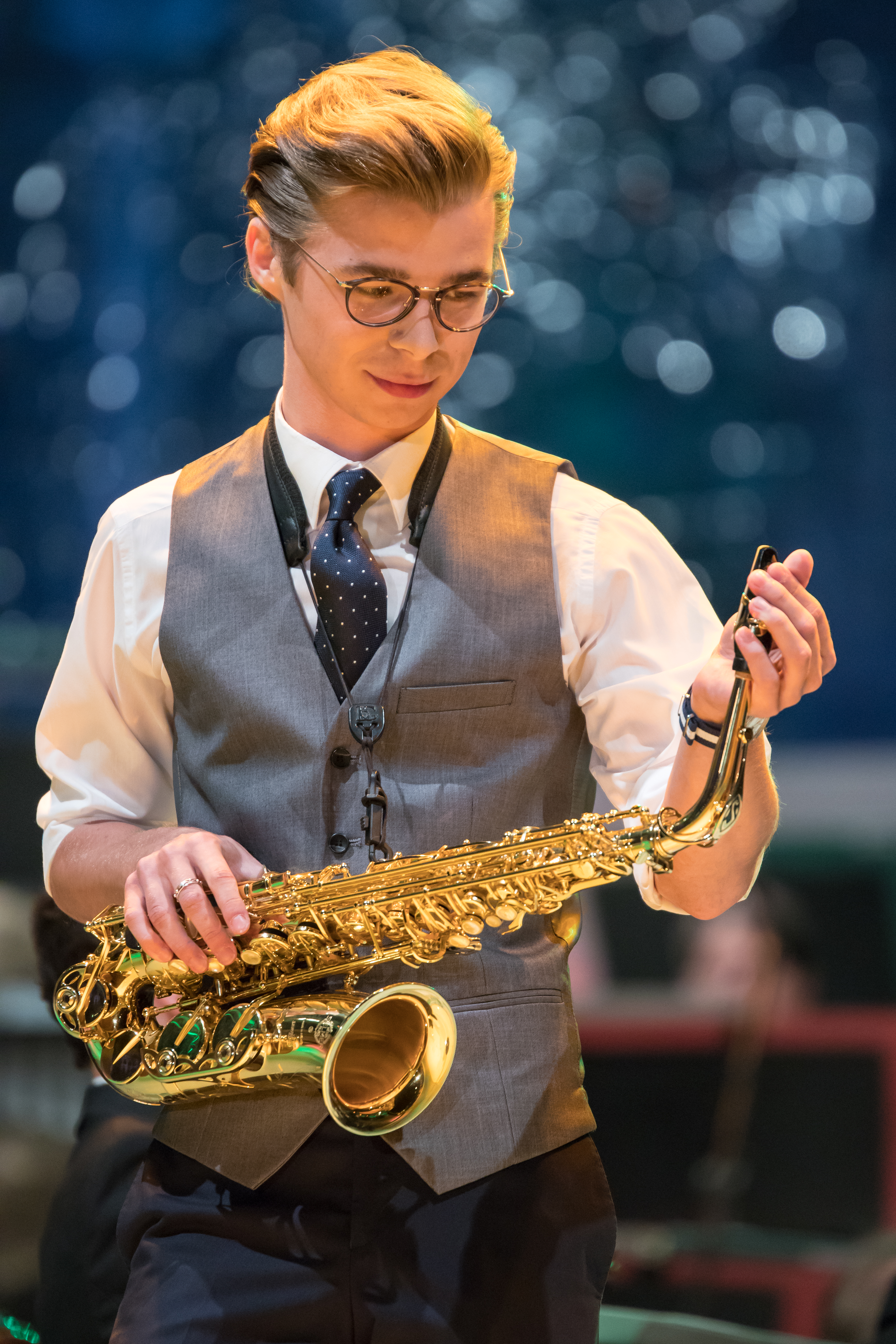
Lauréat 2016, Łukasz Dyczko

Les nations ci-après ont pris part au concours de 2016. Cette année, le tour éliminatoire des demi-finales du concours était censé se dérouler avec la première demi-finale prévue pour le 28 août 2016, la seconde le 29 août et la finale le 3 septembre 2016,. Toutefois, les demi-finales ont ensuite été éliminées à cause du petit nombre de nations participantes. Cette année, la compétition a vu la participation de seulement onze pays. San Marino a participé pour la première fois au Concours Eurovision des Jeunes Musiciens. Cette année, la Grèce, la Moldavie, les Pays-Bas et le Portugal ont décidé de se désister de la compétition,.

### Finalistes
La Grande Finale s'est déroulée le 3 septembre 2016. Les trois meilleurs pays ont été récompensés par des prix. Le musicien qui s'est classé troisième a été récompensé avec 3 000 €, le second avec 7 000 € et le vainqueur a reçu la somme de 10 000 €, en plus d'un concert solo avec l'Orchestre symphonique de la WDR à Cologne. Le tableau suivant les illustre en utilisant les métaux de l'or, de l'argent et du bronze. Les résultats du classement des concurrents restants demeurent inconnus et n'ont jamais été divulgués par l'Union européenne de radio-télévision.
| R/O | Pays               | Radiodiffuseur      | Artiste              | Instrument     | Morceau                                                             | Compositeur              | Pl. |
| --- | ------------------ | ------------------- | -------------------- | -------------- | ------------------------------------------------------------------- | ------------------------ | --- |
| 1   | Hongrie            | Duna TV (en)        | Jakab Roland Attila  | Violon         | Zigeunerweisen, op. 20, 1st mov.                                    | Pablo de Sarasate        |     |
| 2   | Malte              | TVM                 | Dmitry Ishkhanov     | Piano          | Piano Concerto No. 3, op. 50, Allegro Molto                         | Dmitry Kabalevsky        |     |
| 3   | Autriche           | ORF                 | Dominik Wagner       | Contrebasse    | Concerto for Double Bass and Orchestra, Allegro with cadenza        | Serge Koussevitzky       | 3   |
| 4   | Pologne            | TVP                 | Łukasz Dyczko        | Saxophone      | Rhapsody pour Saxophone alto                                        | André Waignein           | 1   |
| 5   | Suède              | SVT                 | Eliot Nordqvist      | Piano          | Piano Concerto No. 2, op. 22, Andante sostenuto                     | Camille Saint-Saëns      |     |
| 6   | Slovénie           | RTVSLO              | Zala Vidic           | Violoncelle    | Variations on a Rococo Theme, VI: Andante, VII e coda: Allegro Vivo | Pyotr Ilyich Tchaikovsky |     |
| 7   | Croatie            | HRT                 | Marko Martinović     | Tamburica (en) | Meditationen (from the opera Thaïs)                                 | Jules Massenet           |     |
| 8   | Saint-Marin        | San Marino RTV (en) | Francesco Stefanelli | Violoncelle    | Cello Concerto Nr. 1, Allegretto                                    | Dmitri Shostakovich      |     |
| 9   | Allemagne          | WDR                 | Raul Maria Dignola   | Cor            | Horn Concerto no. 2, Allegro Maestoso                               | Wolfgang Amadeus Mozart  |     |
| 10  | République tchèque | ČT                  | Robert Bílý          | Piano          | Piano Concerto, op. 38, Allegro Molto                               | Samuel Barber            | 2   |
| 11  | Norvège            | NRK                 | Ludvig Gudim         | Violon         | Carmen Fantasie                                                     | Franz Waxman             |     |

## Radiodiffusion
Les nations ci-après, rangées selon leurs dates de retransmission, ont affirmé qu'elles présenteraient le concours et ont précisé les dates de leurs programmes de diffusion.
| Date de diffusion | Pays               | Station                             |
| ----------------- | ------------------ | ----------------------------------- |
| 3 septembre 2016  | Croatie            | HRT 3 (en)                          |
| 3 septembre 2016  | République tchèque | ČT art (en)                         |
| 3 septembre 2016  | Allemagne          | WDR Fernsehen (délai de 15 minutes) |
| 3 septembre 2016  | Allemagne          | Un (15 minutes de retard)           |
| 3 septembre 2016  | Allemagne          | WDR 3                               |
| 3 septembre 2016  | Hongrie            | Duna                                |
| 3 septembre 2016  | Malte              | TVM2                                |
| 3 septembre 2016  | Norvège            | NRK2                                |
| 3 septembre 2016  | Pologne            | TVP Culture                         |
| 3 septembre 2016  | Reste du monde     | youngmusicians.tv                   |
| 3 septembre 2016  | Slovénie           | RTVSLO2                             |
| 3 septembre 2016  | Suède              | SVT2                                |
| 4 septembre 2016  | Saint-Marin        | Télévision à écran plat             |
| 11 septembre 2016 | Autriche           | ORF 2                               |

Un pays doit être un membre actif de l'Union Européenne de Radio-Télévision (UER) pour pouvoir envisager une participation au Concours Eurovision des Jeunes Musiciens. Il est incertain si l'UER distribue des invitations à tous les 56 membres actifs, comme elle le fait pour le Concours Eurovision de la Chanson et le Concours Eurovision de la Chanson Junior. Les membres actifs de l’UER listés ci-dessous ont fait les annonces suivantes concernant leurs décisions.

### Membres actifs de l'UER
- Belgique : Le 20 octobre 2015, la chaîne de télévision et de radio flamande Vlaamse Radio- en Televisieomroeporganisatie (VRT) a déclaré qu'elle n'avait pas l'intention de revenir en 2016. La dernière participation de la Belgique datait de 2006[29].
- Chypre : Le 18 octobre 2015, la Société de radiodiffusion de Chypre (CyBC) a déclaré qu'elle ne prendra pas part à l'événement. La dernière participation de Chypre à l'événement remonte à 2010[30].
- Grèce : Le radiodiffuseur Ellinikí Radiofonía Tileórasi, s'est retirée de l'édition 2016 après avoir participé pour la dernière fois à l'Eurovision Jeunes Musiciens en 2014, sans que les motifs de leur retrait ne soient publiés[20].
- Israël : Le 19 octobre, l’Autorité de radiodiffusion d'Israël annonce qu’ils ne participeront pas à l’événement. La dernière participation d’Israël à la compétition date de 1986[20].
- Lettonie : Le 15 octobre 2015, la chaîne de télévision lettone Latvijas Televīzija (LTV) a déclaré qu'elle ne participerait pas à l'événement de 2016. La dernière participation de la Lettonie remonte à 2004[31].
- Moldavie : Le diffuseur moldave, TeleRadio-Moldova (TRM) s'est retiré de l'édition 2016, après avoir participé à l'Eurovision des jeunes musiciens de 2014, sans que les raisons de leur retrait ne soient communiquées.
- Pays-Bas : La Nederlandse Omroep Stichting (NOS) s'est retirée de l'édition 2016 après avoir participé pour la dernière fois au Concours Eurovision des Jeunes Musiciens en 2014, sans que les raisons de leur désengagement ne soient publiées.
- Portugal : La chaîne portugaise, Rádio e Televisão de Portugal (RTP), s'est retirée de l'édition 2016 après avoir participé pour la dernière fois à l'Eurovision Jeunes Musiciens 2014, sans que les raisons de leur retrait ne soient publiées.

La liste ci-après présente les pays qui ont pris part au concours au moins une fois depuis la première édition, mais qui n'ont pas expliqué les raisons de leur absence persistante en compétition :
- Arménie
- Biélorussie
- Bosnie-Herzégovine
- Bulgarie
- Danemark
- Estonie
- Finlande
- France
- Géorgie
- Irlande
- Italie
- Lituanie
- Macédoine du Nord
- Roumanie
- Russie
- Serbie
- Slovaquie
- Espagne
- Suisse
- Ukraine
- Royaume-Uni